# Claverol (Carreu, partida)

Claverol, respecte del terme d'Abella de la Conca

Claverol, és un paratge del terme municipal d'Abella de la Conca, a la comarca del Pallars Jussà, situada a la vall de Carreu.
Està situada al nord-oest del poble de Cumó, a l'esquerra del barranc dels Cóms de Carreu. És al sud-oest de la Serra de Santa Cristina. També és al sud-oest de les Coberterades i al nord-oest de la Solana de Santa Cristina.